# کتاب‌شناسی رزا لوکزامبورگ
کتاب‌شناسی رزا لوکزامبورگ (به انگلیسی: Rosa Luxemburg bibliography) فهرستی از آثار رزا لوکزامبورگ (۵ مارس ۱۸۷۱–۱۵ ژانویه ۱۹۱۹)، نظریه‌پرداز مارکسیست، فیلسوف، اقتصاددان،  سوسیالیست انقلابی است. در سال ۱۹۱۵، پس از پشتیبانی حزب سوسیال دمکرات آلمان از دخالت آلمان در جنگ جهانی اول، او و کارل لیبکنشت جنبش انقلابی مارکسیستی و ضدجنگ بنام «جرگه اسپارتاکوس» را به نام اسپارتاکوس تأسیس کردند که در نهایت به حزب کمونیست آلمان (۱۹۱۸) (KPD) تبدیل شد.
این «کتابنامه روزا لوکزامبورگ»" شامل نوشته‌ها، سخنرانی‌ها، نامه‌های اوست.

## نوشته‌های منتخب

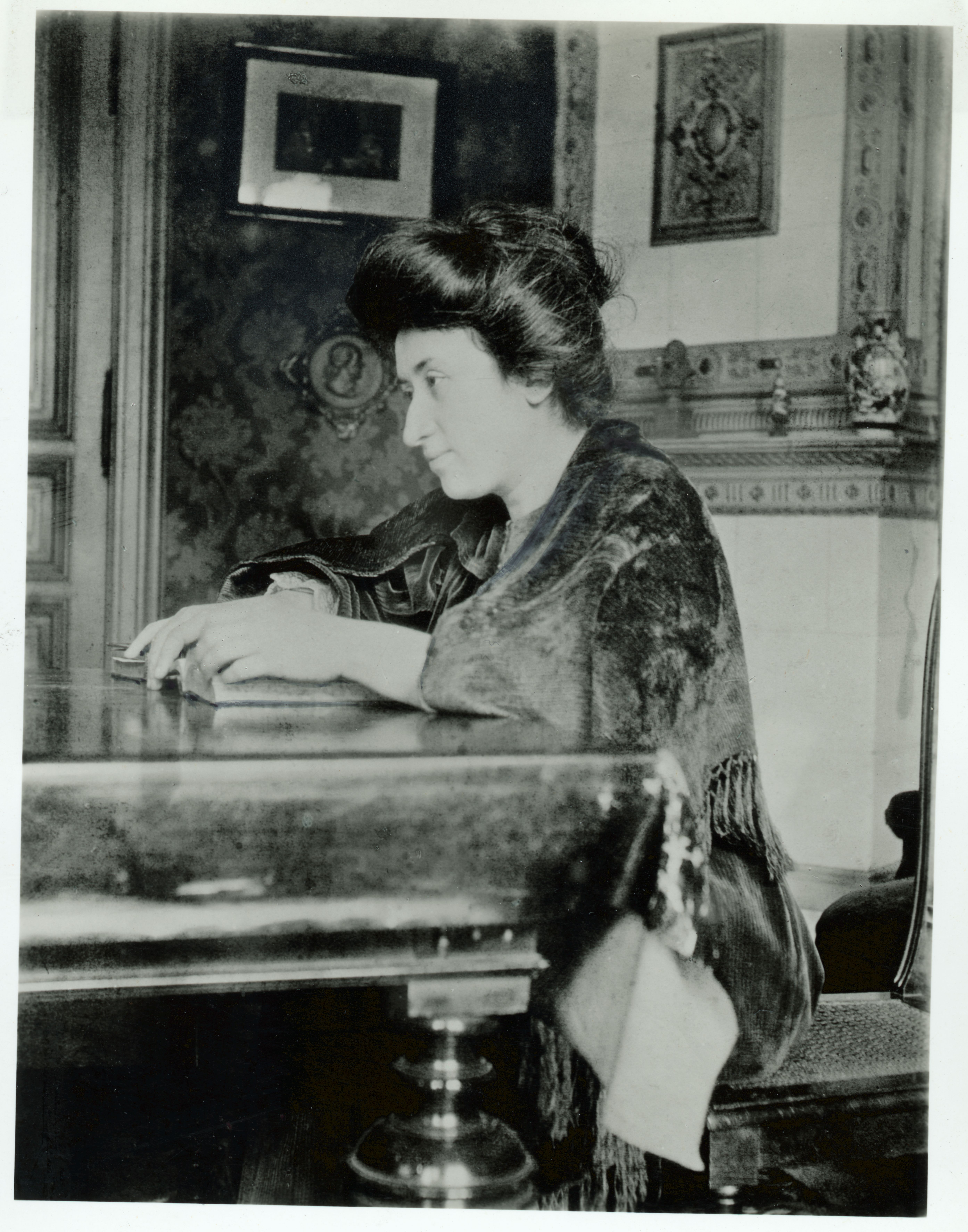
لوکزامبورگ در برلین در سال ۱۹۰۷

| ردیف | نوشتن                                        | سال  | متن     |
| ---- | -------------------------------------------- | ---- | ------- |
| ۱    | توسعه صنعتی لهستان                           | ۱۸۹۸ | انگلیسی |
| ۲    | در دفاع از ملیت                              | ۱۹۰۰ | انگلیسی |
| ۳    | اصلاح یا انقلاب                              | ۱۹۰۰ | انگلیسی |
| ۴    | بحران سوسیالیستی در فرانسه                   | ۱۹۰۱ | انگلیسی |
| ۵    | مسایل سازمانی سوسیال دموکراسی روسیه          | ۱۹۰۴ | انگلیسی |
| ۶    | اعتصاب توده‌ای، حزب سیاسی و اتحادیه‌های کارگری | ۱۹۰۶ | انگلیسی |
| ۷    | مسئله ملی                                    | ۱۹۰۹ | انگلیسی |
| ۸    | نظریه و عمل (جدال)                           | ۱۹۱۰ | انگلیسی |
| ۹    | انباشت سرمایه                                | ۱۹۱۳ | انگلیسی |
| ۱۰   | انباشت سرمایه: ضد نقد                        | ۱۹۱۵ | انگلیسی |
| ۱۱   | جزوه جونیوس                                  | ۱۹۱۵ | انگلیسی |
| ۱۲   | انقلاب روسیه                                 | ۱۹۱۸ | انگلیسی |

## سخنرانی‌ها

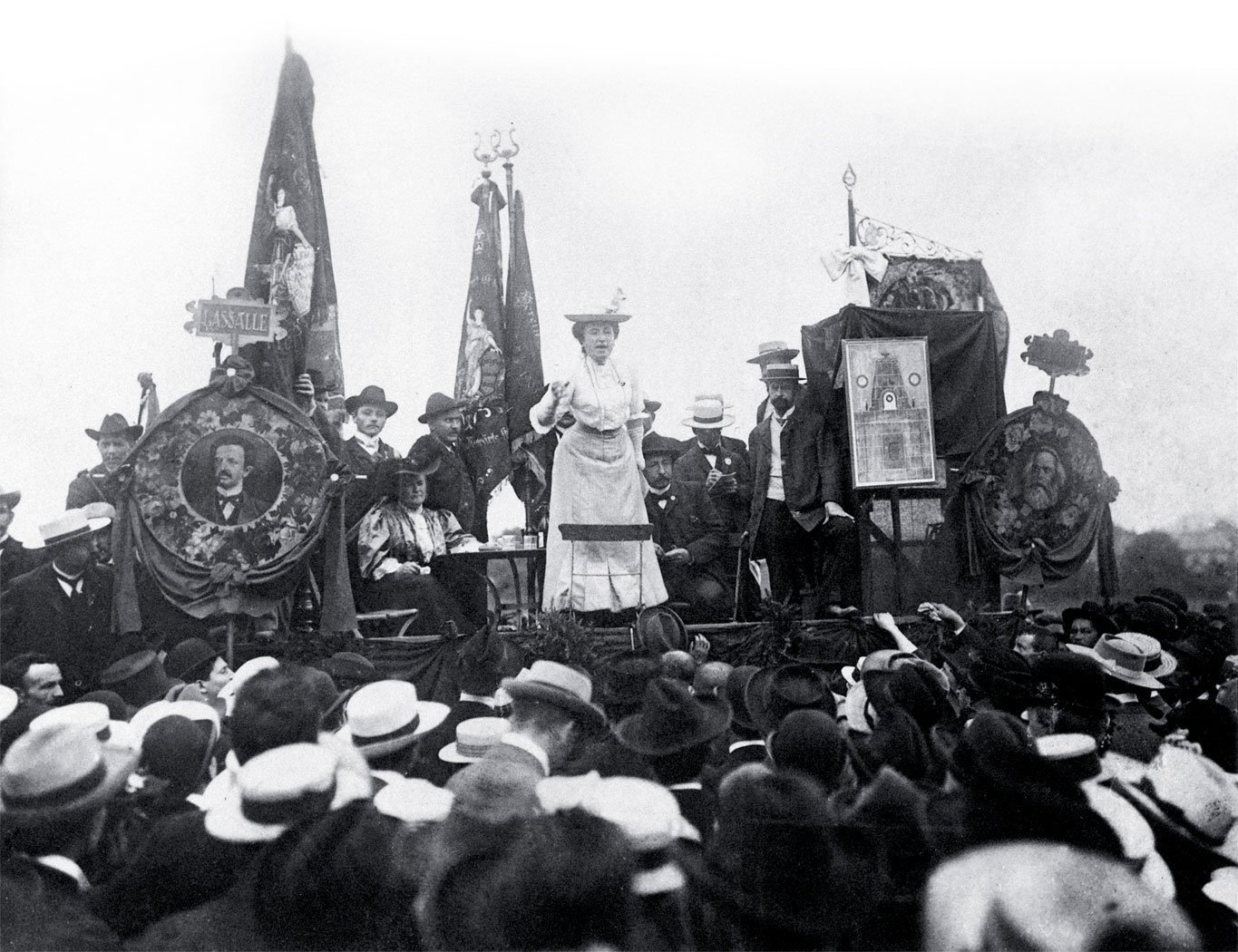
لوکزامبورگ در حال صحبت با جمعیتی در سال ۱۹۰۷

| ردیف | سخن، گفتار                                        | سال  | رونوشت  |
| ---- | ------------------------------------------------- | ---- | ------- |
| ۱    | سخنرانی در کنگره اشتوتگارت                        | ۱۸۹۸ | انگلیسی |
| ۲    | سخنرانی در کنگره هانوفر                           | ۱۸۹۹ | انگلیسی |
| ۳    | سخنرانی در کنگره نورنبرگ حزب سوسیال دموکرات آلمان | ۱۹۰۸ | انگلیسی |

## همچنین ببینید
- کتاب‌شناسی مارکسیستی